# BlueStacks
BlueStacks (BlueStack Systems, Inc.) – amerykańskie przedsiębiorstwo informatyczne oraz marka oprogramowania do emulacji systemu Android. Przedsiębiorstwo zostało założone w 2009 roku, a jego siedziba mieści się w Campbell w Kalifornii.
Jego oferta obejmuje przede wszystkim program BlueStacks App Player (po raz pierwszy wydany w 2011 roku), umożliwiający uruchamianie aplikacji zaprojektowanych dla Androida na komputerach pracujących pod kontrolą systemów Microsoft Windows. W 2012 roku emulator został udostępniony w wersji dla systemu macOS.

## BlueStacks (emulator Androida)
BlueStacks generuje swoje główne przychody za pośrednictwem emulatora Androida zwanego App Player. Podstawowe funkcje oprogramowania są dostępne za darmo, podczas gdy zaawansowane funkcje wymagają płatnej miesięcznej subskrypcji. Do lutego 2021 roku BlueStacks odnotował ponad 1 miliard pobrań aplikacji. App Player zapewnia obsługę myszy, klawiatury i zewnętrznej tabliczki dotykowej.
W czerwcu 2012 r. firma wprowadziła wersję alfa swojego oprogramowania App Player dla macOS, podczas gdy wersja beta została wydana w grudniu tego samego roku. W grudniu 2024 r. firma wydała BlueStacks Air dla komputerów Mac z procesorami Apple Silicon.

### BlueStacks Air
W grudniu 2024 r. firma BlueStacks uruchomiła BlueStacks Air, odtwarzacz dla komputerów Mac z procesorami Apple Silicon. Jest on zoptymalizowany do natywnej pracy ze wszystkimi procesorami Apple Silicon — M1, M2, M3 i M4.

## Minimalne wymagania
W przypadku systemu Windows minimalne wymagania BlueStacks App Player to Windows 7 lub nowszy, 4 GB pamięci RAM, 10 GB wolnego miejsca na dysku i procesor Intel lub AMD. BlueStacks Air obsługuje obecnie systemy Mac wykorzystujące układy Apple Silicon (M1-M4). W przypadku systemu macOS minimalne wymagania obejmują system operacyjny macOS 11 (Big Sur) lub nowszy, 8 GB pamięci RAM i 12 GB wolnego miejsca na dysku.